# Touškovský potok
Touškovský potok je levý přítok řeky Radbuzy.

## Průběh toku
Touškovský potok pramení jeden a půl kilometru severozápadně od Kostelce v oblasti Stříbrské pahorkatiny, mezi východním okraji Senětického lesa a západním okrajem golfového hřiště Alfrédov. Na svém horním toku, směřujícím k východu k zámečku Alfrédov, potok napájí sedm menších rybníků, z nichž pět se nachází v areálu golfového klubu Alfrédov. Poté potok teče v mělkém korytě směrem k obci Vrhaveč, kde se stáčí na jihovýchod a protéká obcemi Lochousice a Ves Touškov. Poté se obrací svůj tok na jihozápad a vytváří údolí s poměrně strmými svahy severovýchodně od obce Lisov. Na svém dolním toku potok opět mění směr na jihovýchod, protéká kolem osady Červený Mlýn a po 13,8 kilometrech toku končí svou pouť v Hradci u Stoda, kde se vlévá do Radbuzy. Krátce před soutokem s Radbuzou jej překračuje železniční trať Plzeň–Furth im Wald.

## Přítoky
- Beranovský potok, jihozápadně od Vrhavče
- Radějovický potok, jižně od Radějovic, ve Starém rybníku
- Mířovický potok, severně od obce Lisov

## Rybníky na potoce
- Starý rybník, západně od obce Lochousice
- Lochousický rybník, západně od obce Lochousice
- Touškovský rybník, severně od obce Ves Touškov